# NGC 7026
NGC 7026 é uma nebulosa planetária na direção da constelação de Cygnus. O objeto foi descoberto pelo astrônomo Sherburne Burnham em 1873, usando um telescópio refrator com abertura de 6 polegadas. Devido a sua moderada magnitude aparente (+10,9), é visível apenas com telescópios amadores ou com equipamentos superiores. 